# 山谷古墳
山谷古墳（やまやこふん）は、新潟県新潟市西蒲区福井にある古墳。形状は前方後方墳。矢垂川にほど近い、角田山南麓から東へ張り出した尾根の先端部にある。新潟市の史跡に指定されている。

## 沿革
1959年（昭和34年）、地元在住の藤田治雄によって発見されたが、当時は一般に認知されておらず、再度1981年（昭和56年）に新潟県教育委員会により分布調査が行われ、再確認された。その後全容調査を望む声が大きくなり、1983年（昭和58年）に当時の巻町教育委員会と新潟大学考古学研究室により、また1987年（昭和62年）に新潟大学考古学研究室により発掘調査が行われた。その結果弥生時代後期に高地性集落が廃絶した場所に造成された古墳時代前期中頃の古墳だと判明した。当古墳の眼下には、御井戸B遺跡があることから、有力者の古墳の可能性が高いと見られている。

## 古墳の特徴
- 尾根の頭上に造成された全長37メートルの前方後方墳である[1]。
- 尾根を削って、ある程度の形に造成した後にと土を盛り上げて墳丘を完成させ、その後に古墳の後方部の頂上を掘り込み、その底に棺を置いてから土で覆い密閉してある[1]。
- 古墳の下部には、古墳の上から転落したと見られる壺と甕が見つかった[1]。

## 棺の特徴
- 棺は半裁した丸太の内側をくり抜いて製作[1]。
- 長さ4.8メートル、幅1.4メートル[1]
- 中には鉄製品3点、管玉7点、ガラス小玉34点が副葬品としてあった[1]。

## 文化財

### 山谷古墳
- 新潟市指定史跡
- 指定年月日:1985年（昭和60年）1月30日[4]

### 山谷古墳出土品
- 新潟市指定有形文化財（考古資料）
- 指定年月日:1999年（平成11年）9月29日付[5]